# Калашіо
Калашіо (італ. Calascio) — муніципалітет в Італії, у регіоні Абруццо,  провінція Л'Аквіла.
Калашіо розташоване на відстані близько 115 км на північний схід від Рима, 26 км на схід від Л'Акуїли.
Населення — 127 осіб (2014).
Щорічний фестиваль відбувається 9 травня. Покровитель — святий Миколай.

## Демографія
Населення за роками:

Станом на 1 січня 2023 року в муніципалітеті офіційно проживало 12 іноземців з 6 країн, серед них 4 громадяни країн Євросоюзу та 4 громадяни України.

## Сусідні муніципалітети
- Карапелле-Кальвізіо
- Кастель-дель-Монте
- Кастеллі
- Кастельвеккьо-Кальвізіо
- Ізола-дель-Гран-Сассо-д'Італія
- Офена
- Санто-Стефано-ді-Сессаніо